# Oleg Sergejewitsch Golowanow
Oleg Sergejewitsch Golowanow (russisch Олег Сергеевич Голованов, englisch Oleg Sergeyevich Golovanov; * 15. oder 17. Dezember 1934 in Leningrad, Russische SFSR; † 24. Mai 2019) war ein sowjetischer Ruderer, Olympiasieger und russischer Rudertrainer.

## Karriere
Golowanow trat auf Vereinsebene für Trud Leningrad an und wurde zwischen 1959 und 1963 fünf Mal sowjetischer Meister. Im Jahr 1959 gewann er mit seinem Partner Walentin Boreiko bei den Ruder-Europameisterschaften im französischen Mâcon Silber im Zweier ohne Steuermann hinter Dieter Bender und Günther Zumkeller vom Team der gesamtdeutschen Mannschaft. Bei den im italienischen Rom stattfindenden Olympischen Sommerspielen 1960 gewann das Duo olympisches Gold, im Jahr 1962 konnten die beiden den Vizeweltmeistertitel im Schweizer Luzern errudern. 1964 trat das Paar Boreiko/Golowanow erneut bei den Olympischen Sommerspielen in Tokio an, wobei sie in der ersten Runde mit sieben Sekunden Rückstand auf den Vorletzten ausschieden.
Golowanow wurde wegen seiner Verdienste – unter anderem als Nationaltrainer der sowjetischen Ruderer zwischen 1978 und 1988 – als Verdienter Meister des Sports der UdSSR und Verdienter Trainer der UdSSR ausgezeichnet. Bei den Olympischen Sommerspielen 1980 in Moskau war Golowanow Nationaltrainer der sowjetischen Mannschaft.

## Auszeichnungen
- 1960:  Verdienter Meister des Sports der UdSSR[3]
- 1960:  Ehrenzeichen der Sowjetunion[3]
- 1978:  Verdienter Trainer der UdSSR[3]